# Сігурд Сир
Сігурд Сир (Sigurd Syr, бл. 970 — бл. 1020) — батько Гаральда Суворого. Сігурд Сир (Свиня) був норвезьким королем у Рінгеріке, і, можливо, жив на фермі Бонснес біля Тюріфйорду.

## Життєпис
Сігурд Сир є важливим в історії Норвегії, оскільки був вітчимом Олафа Святого і батьком Гаральда Суворого. Сігурд був одружений з Астою Гудбранда, яка від шлюбу з Гаральдом Гренске мала сина Олафа Гаральдсона.
У норвезьких сагах Сноррі Стурлусон зображує Сігурда, серед іншого, як співрозмовника та політичного радника Олафа Гаральдсона.
Сігурд Сир не був пов'язаний з жодними подіями і невідомо чому його прозвали «Sýr» (що означає «свиня»). Історик П. А. Мунк пов'язував це з тим, що Сігурд (за розповідями Сноррі) був дуже переймався своїми хліборобськими справами і тому йому слід було вкоренитися в землю, як свиня.
У національному музею Норвегії є картина Кристіана Крога, котра зображає Сігурда, Асту, Олафа Святого.